# Glăvile
Glăvile è un comune della Romania di 2 483 abitanti, ubicato nel distretto di Vâlcea, nella regione storica dell'Oltenia.